# رويدوسو داونز
رويدوسو داونز (نيومكسيكو) (بالإنجليزية: Ruidoso Downs, New Mexico)‏ هي مدينة تقع في الولايات المتحدة في مقاطعة لينكون، نيومكسيكو.  يقدر عدد سكانها بـ 1,824 نسمة ومساحتها 5.5 كم2  وترتفع عن سطح البحر 1,956 متر.

## التركيبة السكانية
حدّد مكتب تعداد الولايات المتحدة بيانات التركيبة السكانية لرويدوسو داونز في تعداد الولايات المتحدة. في ما يلي، التركيبة السكانية حسب تعدادي 2000 و2010.

### تعداد عام 2000
بلغ عدد سكان رويدوسو داونز 1,824 نسمة بحسب تعداد عام 2000، وبلغ عدد الأسر 680 أسرة وعدد العائلات 491 عائلة مقيمة في المدينة. في حين سجلت الكثافة السكانية 185.7 نسمة لكل كيلومتر مربع (481.0/ميل2). وبلغ عدد الوحدات السكنية 921 وحدة بمتوسط كثافة قدره 93.8 لكل كيلومتر مربع (242.9/ميل2).
وتوزع التركيب العرقي للمدينة بنسبة 67.32% من البيض و0.77% من الأمريكيين الأفارقة و3.56% من الأمريكيين الأصليين و0.71% من الأمريكيين ذوي الأصول الآسيوية و0.27% من سكان جزر المحيط الهادئ و24.45% من الأعراق الأخرى و2.91% من عرقين مختلطين أو أكثر و43.70% من الهسبانيون أو اللاتينيون من أي عرق.
بلغ عدد الأسر 680 أسرة كانت نسبة 43.5% منها لديها أطفال تحت سن الثامنة عشر تعيش معهم، وبلغت نسبة الأزواج القاطنين مع بعضهم البعض 48.8% من أصل المجموع الكلي للأسر، ونسبة 17.4% من الأسر كان لديها معيلات من الإناث دون وجود شريك،  بينما كانت نسبة 6% من الأسر لديها معيلون من الذكور دون وجود شريكة وكانت نسبة 27.8% من غير العائلات. تألفت نسبة 21.2% من أصل جميع الأسر من عدة أفراد يعيشون في نفس المنزل ونسبة 5.1% كانت تتألف من شخص يعيش بمفرده يبلغ من العمر 65 عاماً أو أكثر. وبلغ متوسط حجم الأسرة المعيشية 2.68، أما متوسط حجم العائلات فبلغ 3.09.
بلغ العمر الوسطي للسكان 35.2 عاماً. وكانت نسبة 29.1% من القاطنين تحت سن الثامنة عشر، وكانت نسبة 8.2% بين الثامنة عشر والرابعة والعشرين عاماً، ونسبة 28.6% كانت واقعةً في الفئة العمرية ما بين الخامسة والعشرين والرابعة والأربعين عاماً، ونسبة 24.8% كانت ما بين الخامسة والأربعين والرابعة والستين، ونسبة 9.4% كانت ضمن فئة الخامسة والستين عاماً فما فوق. يوجد لكل 100 أنثى 95.9 ذكر، ويوجد لكل 100 أنثى في الثامنة عشر من عمرها فما فوق 92.4 ذكر.
بلغ متوسط دخل الأسرة في المدينة 29,375 دولارًا، أما متوسط دخل العائلة فبلغ 30,500 دولارًا. وكان متوسط دخل الذكور 22,000 دولارًا مقابل 17,623 دولارًا للإناث. وسجل دخل الفرد الخاص بالمدينة 12,144 دولارًا. وكانت نسبة 17.4% من العائلات ونسبة 20.6% من السكان تحت خط الفقر، وكان من هؤلاء نسبة 29.7% تحت سن الثامنة عشر ونسبة 5.9% في الخامسة والستين من العمر وما فوق.

### تعداد عام 2010
بلغ عدد سكان رويدوسو داونز 2,815 نسمة بحسب تعداد عام 2010، وبلغ عدد الأسر 1,121 أسرة وعدد العائلات 753 عائلة مقيمة في المدينة. في حين سجلت الكثافة السكانية 286.7 نسمة لكل كيلومتر مربع (742.5/ميل2). وبلغ عدد الوحدات السكنية 1,494 وحدة بمتوسط كثافة قدره 152.1 لكل كيلومتر مربع (393.9/ميل2).
وتوزع التركيب العرقي للمدينة بنسبة 73% من البيض و0.99% من الأمريكيين الأفارقة و5.22% من الأمريكيين الأصليين و0.28% من الأمريكيين ذوي الأصول الآسيوية و0.18% من سكان جزر المحيط الهادئ و18.12% من الأعراق الأخرى و2.20% من عرقين مختلطين أو أكثر و50.12% من الهسبانيون أو اللاتينيون من أي عرق.
بلغ عدد الأسر 1,121 أسرة كانت نسبة 36.9% منها لديها أطفال تحت سن الثامنة عشر تعيش معهم، وبلغت نسبة الأزواج القاطنين مع بعضهم البعض 42.8% من أصل المجموع الكلي للأسر، ونسبة 17.8% من الأسر كان لديها معيلات من الإناث دون وجود شريك،  بينما كانت نسبة 6.6% من الأسر لديها معيلون من الذكور دون وجود شريكة وكانت نسبة 32.8% من غير العائلات. تألفت نسبة 28.3% من أصل جميع الأسر من عدة أفراد يعيشون في نفس المنزل ونسبة 10.8% كانت تتألف من شخص يعيش بمفرده يبلغ من العمر 65 عاماً أو أكثر. وبلغ متوسط حجم الأسرة المعيشية 2.51، أما متوسط حجم العائلات فبلغ 3.04.
بلغ العمر الوسطي للسكان 37.1 عاماً. وكانت نسبة 26.9% من القاطنين تحت سن الثامنة عشر، وكانت نسبة 8.3% بين الثامنة عشر والرابعة والعشرين عاماً، ونسبة 24.5% كانت واقعةً في الفئة العمرية ما بين الخامسة والعشرين والرابعة والأربعين عاماً، ونسبة 27.1% كانت ما بين الخامسة والأربعين والرابعة والستين، ونسبة 13.1% كانت ضمن فئة الخامسة والستين عاماً فما فوق. وتوزع التركيب الجنسي للسكان بنسبة 47.6% ذكور و52.4% إناث.